# DisneyToon Studios
DisneyToon Studios (спочатку — Disney MovieToons; наступна назва — Disney Video Premieres) — колишній підрозділ компанії Волта Діснея, що спеціалізувався на традиційній анімації і  створенням продовження до вже існуючих мультфільмів Діснея. Студія випустила 47 повнометражних фільмів, першим з яких був мультфільм «Качині історії: Скарби загубленої лампи» 1990 року та останній їх мультфільм — «Феї: Легенда про Загадкового Звіра», випущений у 2015 році.

## Історія

### Disney MovieToons
Першим фільмом компанії став мультфільм «Качині історії: Скарби загубленої лампи» 1990 року. Після цього, компанія почала створювати сиквели до фільмів, які створювала Walt Disney Feature Animation. Першим таким мультфільмом став «Повернення Джафара»(1994), який продовжував «Аладдіна». Завдяки успіху картини, у 1996 році вийшов ще один сиквел — «Аладдін і король розбійників».
У 1997 році був випущений короткометражним мультфільм — «Червона шапочка» — 15-хвилинна стрічка, яка була номінована на Оскар, як «найкращий анімаційний короткометражний фільм».
Також були випущені наступні сиквели: «Красуня і чудовисько 2: Чудесне Різдво»(1997), «Покахонтас 2: Подорож у Новий Світ»(1998), Король Лев 2: Гордість Сімби (1998), та «Попелюшка 2: Мрії збуваються» (2002).